# Macoupin County
Das Macoupin County ist ein County im US-amerikanischen Bundesstaat Illinois. Im Jahr 2010 hatte das County 47.765 Einwohner und eine Bevölkerungsdichte von 21,4 Einwohnern pro Quadratkilometer. Der Verwaltungssitz (County Seat) ist Carlinville.
Teile des Macoupin County sind Bestandteil des Metro-East genannten östlichen Teils der Metropolregion Greater St. Louis um die Stadt St. Louis im benachbarten Missouri.

## Geografie
Das County liegt im mittleren Südwesten von Illinois im östlichen Vorortbereich von St. Louis. Es hat eine Fläche von 2247 Quadratkilometern, wovon zehn Quadratkilometer Wasserfläche sind. An das Macoupin County grenzen folgende Nachbarcountys:
| Morgan County                |                | Sangamon County   |
| Greene County, Jersey County |                | Montgomery County |
|                              | Madison County |                   |

Im Norden des Macoupim County befindet sich der Otter Lake, ein durch Aufstauen des Otter Creek entstandener 3 km² großer Stausee. Er ist aus Gründen des Hochwasserschutzes errichtet worden und wird heute auch als Erholungs- und Freizeiteinrichtung genutzt.

## Geschichte
Das Macoupin County wurde am 17. Januar 1829 aus Teilen des Greene County und Madison County gebildet. Benannt wurde es nach den indianischen Wort Macaupiana. Die Indianer benutzten dieses Wort für den an den Fluss- und Bachläufen entlang wachsenden Amerikanischen Lotus.
Die ersten belegbaren Weißen, die dieses Land betreten hatten, waren 1812 rund 350 Soldaten aus Fort Russell unter Anführung des Territorial-Gouverneurs Ninian Edwards. Das erste Gerichtsgebäude wurde 1820 errichtet und war ein typisches Blockhaus. Die Kosten beliefen sich auf 128 Dollar. Das zweite Gerichtsgebäude wurde 1867 bis 1870 aus Stein erbaut und kostete rund eine Million Dollar. Es war das größte County-Gerichtsgebäude seiner Zeit in den USA und wird noch heute als solches benutzt.

## Demografische Daten
Nach der Volkszählung im Jahr 2010 lebten im Macoupin County 47.765 Menschen in 19.612 Haushalten. Die Bevölkerungsdichte betrug 21,4 Einwohner pro Quadratkilometer. In den 19.612 Haushalten lebten statistisch je 2,35 Personen.
Ethnisch betrachtet setzte sich die Bevölkerung zusammen aus 97,6 Prozent Weißen, 0,8 Prozent Afroamerikanern, 0,3 Prozent amerikanischen Ureinwohnern, 0,3 Prozent Asiaten sowie aus anderen ethnischen Gruppen; 0,9 Prozent stammten von zwei oder mehr Ethnien ab. Unabhängig von der ethnischen Zugehörigkeit waren 0,9 Prozent der Bevölkerung spanischer oder lateinamerikanischer Abstammung.
22,2 Prozent der Bevölkerung waren unter 18 Jahre alt, 60,7 Prozent waren zwischen 18 und 64 und 17,1 Prozent waren 65 Jahre oder älter. 50,8 Prozent der Bevölkerung war weiblich.

Das jährliche Durchschnittseinkommen eines Haushalts lag bei 44.673 USD. Das Prokopfeinkommen betrug 22.993 USD. 12,1 Prozent der Einwohner lebten unterhalb der Armutsgrenze.

## Ortschaften im Macoupin County
Citys
| - Benld - Bunker Hill - Carlinville - Gillespie | - Girard - Mount Olive - Staunton - Virden1 |

Towns
- Nilwood
- Shipman

Villages
| - Brighton2 - Chesterfield - Dorchester - Eagarville - East Gillespie - Hettick | - Lake Ka - ho - Medora - Modesto - Mount Clare - Palmyra - Royal Lakes | - Sawyerville - Scottville - Standard City - White City - Wilsonville |

Unincorporated Communities
| - Anderson - Atwater - Barr - Baylestown - Carlsburg - Centerville - Challacombe | - Comer - Enos - Greenridge - Hagaman - Henderson - Hornsby - Macoupin | - Lake Keho - McVey - Miles Station - Millville - Piasa - Plainview - Reader | - Schoper - South Standard - Summerville - Womac - Woodburn |

1 – teilweise im Sangamon County

2 – teilweise im Jersey County

## Gliederung
Das Macoupin County ist in 26 Townships eingeteilt:
| Township              | Einwohner (2010) | FIPS     |
| --------------------- | ---------------- | -------- |
| Barr Township         | 329              | 17-03792 |
| Bird Township         | 308              | 17-06067 |
| Brighton Township     | 4039             | 17-08277 |
| Brushy Mound Township | 714              | 17-09135 |
| Bunker Hill Township  | 3346             | 17-09590 |
| Cahokia Township      | 3378             | 17-10357 |
| Carlinville Township  | 6665             | 17-11209 |
| Chesterfield Township | 855              | 17-13178 |
| Dorchester Township   | 1550             | 17-20383 |
| Gillespie Township    | 3882             | 17-29249 |
| Girard Township       | 2466             | 17-29405 |
| Hillyard Township     | 686              | 17-35242 |
| Honey Point Township  | 155              | 17-35996 |

| Township               | Einwohner (2010) | FIPS     |
| ---------------------- | ---------------- | -------- |
| Mount Olive Township   | 3274             | 17-51037 |
| Nilwood Township       | 637              | 17-53052 |
| North Otter Township   | 816              | 17-54040 |
| North Palmyra Township | 854              | 17-54053 |
| Polk Township          | 563              | 17-60924 |
| Scottville Township    | 333              | 17-68419 |
| Shaws Point Township   | 532              | 17-69121 |
| Shipman Township       | 1433             | 17-69576 |
| South Otter Township   | 465              | 17-71123 |
| South Palmyra Township | 747              | 17-71136 |
| Staunton Township      | 5795             | 17-72416 |
| Virden Township        | 3671             | 17-78162 |
| Western Mound Township | 272              | 17-80229 |

|  |